# Leptocentrus punjabensis
Leptocentrus punjabensis är en insektsart som beskrevs av S. Ahmad och Mohammad 1993. Leptocentrus punjabensis ingår i släktet Leptocentrus och familjen hornstritar. Inga underarter finns listade i Catalogue of Life.